# Macrotarsomys ingens
Macrotarsomys ingens је врста глодара из породице Nesomyidae.

## Распрострањење
Мадагаскар је једино познато природно станиште врсте.

## Станиште
Врста Macrotarsomys ingens има станиште на копну.

## Угроженост
Ова врста се сматра угроженом.

### Популациони тренд
Популација ове врсте се смањује, судећи по расположивим подацима.